# High Voltage (album AC/DC)
High Voltage è il primo album in studio del gruppo musicale australiano AC/DC, pubblicato nel 1975 dalla Albert Productions.
Originariamente commercializzato in madrepatria dalla Albert Record, il disco, successivamente all'accordo con la Atlantic Records, è stato ripubblicato nel resto del mondo con lo stesso titolo come sorta di raccolta dei primi due album in studio della formazione.

## Antefatti
Nel dicembre del 1975 gli AC/DC firmarono un contratto a livello internazionale con la Atlantic Records, nel quale fu previsto anche una lunga tournée nel Regno Unito e in Europa in qualità di supporto a turno di Kiss, Aerosmith e Blue Öyster Cult, oltre a date come headliner insieme ai Cheap Trick. I primi due album della band, High Voltage e T.N.T, pubblicati esclusivamente in Australia, riscossero un discreto successo a livello locale, come pure il singolo d'esordio It's a Long Way to the Top (If You Wanna Rock 'n' Roll), arrivato alla quinta posizione dell'ARIA Charts. Gli AC/DC sbarcarono nel Regno Unito nel pieno del crescente movimento punk iniziato negli anni sessanta, capeggiato essenzialmente dai Sex Pistols e i The Damned. Il gruppo non ne fece mai parte veramente, ma venne inizialmente influenzato dall'atteggiamento ribelle e irriverente dei gruppi britannici sopracitati e da uno stile di vita esagerato, che implicava l'assunzione di alcol e droghe pesanti. Del loro arrivo a Londra il chitarrista Angus Young, come detto nel 1993 in un'intervista a Guitar World, serbò sempre un chiaro ricordo: 

Nel 2010 il fratello Malcolm Young decise di riaprire il discorso, dichiarando in un'intervista di Mojo con Phil Alexander: 

## Registrazione e produzione

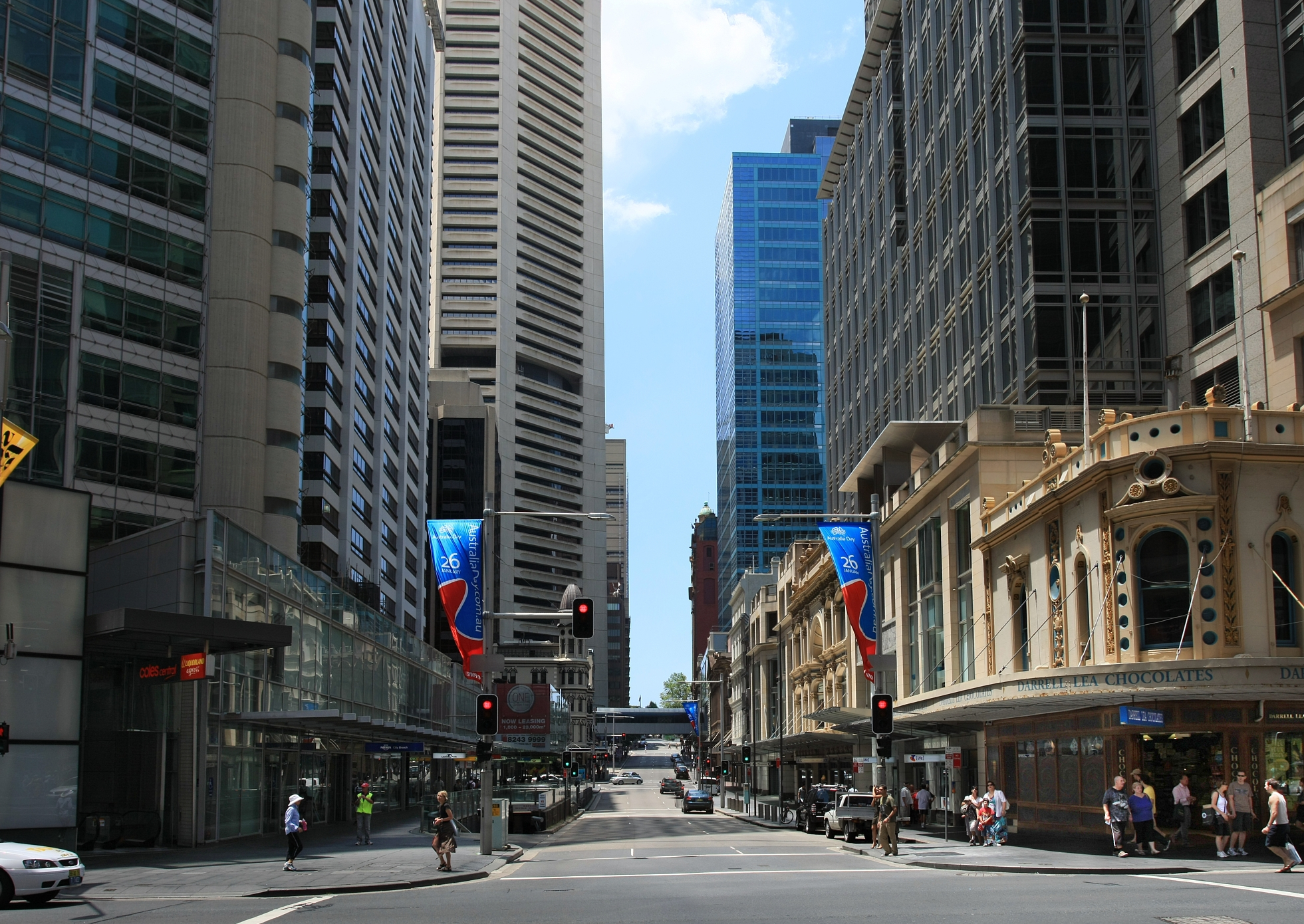
La zona di King Street, a Sydney, dove è stato registrato l'album.

High Voltage venne registrato presso gli Albert Studios di King Street a Sydney sul finire del 1974, in Australia, con George Young (fratello maggiore di Malcolm ed Angus Young), ed Harry Vanda alla produzione dell'album. Le registrazioni per High Voltage si aprirono con una lunga jam session per il brano It's a Long Way to the Top (If You Wanna Rock 'n' Roll), di cui una prima versione era stata realizzata in un hotel di Stoccolma da Cliff Williams e Stevie Young dopo un concerto, mancante però di una parte strumentale. Il cantante Bon Scott decise di includere all'interno del brano anche una parte in cui lui, insieme a tre professionisti, suonava la cornamusa, in ricordo del paese in cui sono nati i fratelli Young, la Scozia.
Il team di produzione di George Young ed Harry Vanda si rivelò cruciale per lo sviluppo degli AC/DC dal punto di vista sonoro. Vanda era infatti stato, insieme a Young, il chitarrista dei The Easybeats, con il quale aveva firmato i testi di numerosi brani, cui la hit Friday in My Mind. Nel 1994, nel libro Highway to Hell: The Life and Times of AC/DC Legend Bon Scott, Chris Gilbey, ovvero il manager dell'Albert Productions che si occupò di tutte le procedure volte a promuovere High Voltage, raccontò la propria esperienza vissuta con i due produttori: «La cosa più importante che George e Harry mi hanno insegnato, è che se hai in testa un buon ritmo, hai già l'inizio di un successo».

## Concezione
Il secondo album degli AC/DC T.N.T. servì da stimolo per la band di Sydney a sviluppare le capacità creative e compositive di Bon Scott e dei fratelli Malcolm ed Angus Young, nonché come strumento di inizio per affinare un proprio stile, un incrocio tra il glam rock di High Voltage e l'heavy metal, con alcune influenze blues. Per quanto riguarda i testi, High Voltage è un'opera incentrata principalmente sullo stile di vita esagerato e pieno d'eccessi che conducevano diversi gruppi britannici, come i Queen, Led Zeppelin e i Pink Floyd, una vita in cui la fama veniva accompagnata da abusi di droghe, alcol e depressione. In brani come It's a Long Way to the Top (If You Wanna Rock 'n' Roll) e Rock 'n' Roll Singer sono reperibili strofe in cui vengono descritti in prima persona episodi legati all'alcolismo e al suicidio, ragion per cui gran parte dei testi venne censurata per le stazioni radiofoniche statunitensi.
Alla batteria si alterarono i musicisti Peter Clack, John Proud e Tony Currenti, quest'ultimo accreditato come Tony Kerrante nel libretto del disco.

## Accoglienza
Al momento della sua pubblicazione negli Stati Uniti d'America, High Voltage ricevette recensioni miste da parte della critica musicale. La rivista Billboard lo aggiunse nella sua lista degli album consigliati, definendolo un incrocio tra i lavori dei Led Zeppelin ed Alex Harvey. Al contrario, Billy Altman di Rolling Stone recensì l'album in maniera negativa, concependo High Voltage come «un vano tentativo degli AC/DC di inserirsi tra i grandi della musica hard rock», mentre la recensione di Stephen Thomas Erlewine per AllMusic si concentrò più sulla prestazione dei singoli membri, indicando Angus Young come «un mostro del riff» e Bon Scott come «un pozzo pieno di nozioni creative».

## Tracce
Testi e musiche di Angus Young, Bon Scott e Malcolm Young, eccetto dove indicato.

### Edizione australiana del 1975
- Lato A

1. Baby, Please Don't Go – 4:40 (Big Joe Williams)
2. She's Got Balls – 4:51
3. Little Lover – 5:37
4. Stick Around – 4:44

- Lato B

1. Soul Stripper – 6:23 (Angus Young, Malcolm Young)
2. You Ain't Got a Hold on Me – 3:30
3. Love Song – 4:02
4. Show Business – 4:43

### Edizione internazionale del 1976
Nota: i primi sei brani sono tratti dal secondo album T.N.T..
- Lato A

1. It's a Long Way to the Top (If You Wanna Rock 'n' Roll) – 5:01 – La durata corrisponde alla versione pubblicata su LP. Nella versione CD il brano dura invece 5:12
2. Rock 'n' Roll Singer – 5:03
3. The Jack – 5:52
4. Live Wire – 5:49

- Lato B

1. T.N.T. – 3:34
2. Can I Sit Next to You Girl – 4:11 (Angus Young, Malcolm Young)
3. Little Lover – 5:39
4. She's Got Balls – 4:51
5. High Voltage – 4:14

## Formazione
Edizione del 1975
- Bon Scott – voce
- Angus Young – chitarra
- Malcolm Young – chitarra
- George Young – basso
- Tony Currenti – batteria (eccetto tracce 1, 2 e 3)[12]
- Peter Clack – batteria (tracce 1 e 2)
- John Proud – batteria (traccia 3)

Edizione del 1976
- Bon Scott – voce, cornamusa (traccia 1)
- Angus Young – chitarra
- Malcolm Young – chitarra
- Mark Evans – basso (eccetto tracce 7 e 8)
- George Young – basso (tracce 7 e 8)
- Phil Rudd – batteria (eccetto tracce 7 e 8)
- John Proud – batteria (traccia 7)
- Peter Clack – batteria (traccia 8)

## Classifiche
| Classifica (2021) | Posizione massima |
| ----------------- | ----------------- |
| Grecia            | 13                |